# Orchard City
Orchard City is een plaats (town) in de Amerikaanse staat Colorado, en valt bestuurlijk gezien onder Delta County.

## Demografie
Bij de volkstelling in 2000 werd het aantal inwoners vastgesteld op 2880.
In 2006 is het aantal inwoners door het United States Census Bureau geschat op 3133, een stijging van 253 (8,8%).

## Geografie
Volgens het United States Census Bureau beslaat de plaats een oppervlakte van
29,5 km², geheel bestaande uit land. Orchard City ligt op ongeveer 1525 m boven zeeniveau.

## Plaatsen in de nabije omgeving
De onderstaande figuur toont nabijgelegen plaatsen in een straal van 40 km rond Orchard City.